# Timandra strigulata
Timandra strigulata är en fjärilsart som beskrevs av W. Warren 1896. Timandra strigulata ingår i släktet Timandra och familjen mätare. Inga underarter finns listade i Catalogue of Life.